# Natales

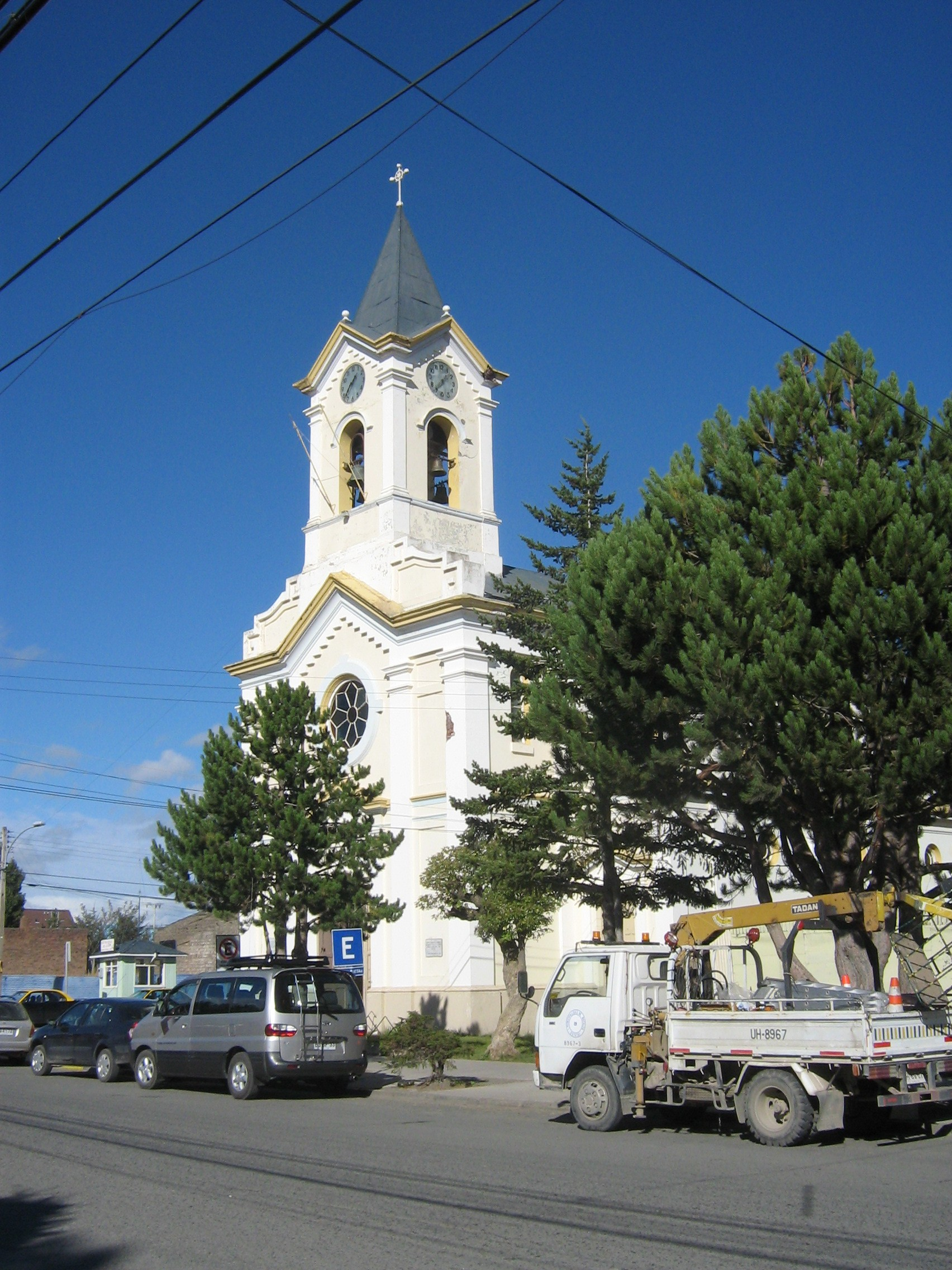
P.Natales

Natales is een gemeente in de Chileense provincie Última Esperanza in de regio Magallanes y la Antártica Chilena. Natales telde 21.477 inwoners in 2017.
- Library of Congress Control Number: no2012063080
- Virtual International Authority File: 250358912